# Maurice Lemaître
Maurice Lemaître (Nombre de nacimiento, Moïse Maurice Bismuth; 23 de abril de 1926 – 2 de julio de 2018) fue un artista letrista (conocido por su uso de la Hipergrafía), cineasta, escritor y poeta francés. Lemaître fue la mano derecha de Isidore Isou durante más 50 años, pero empezó a distanciarse de él a principios de siglo.
Las pinturas, películas, fotografías y esculturas de Lemaître se han mostrado en más de veinte exposiciones personales en Europa y Estados Unidos. El Centro Pompidou ha adquirido algunas de sus pinturas, y el Pérez Art Museum Miami, así como el Museo de Arte Moderno de París, donde en 1968 tuvo lugar una gran retrospectiva de su obra pictórica y cinematográfica. Los poemas de Lemaître fueron musicalizados por Michel Faleze y cantados por Marie-Thérèse Richol-Müller.

## Publicaciones
- Le film est déjà commencé ? Séance de cinéma, préface by Isidore Isou, éditions André Bonne, collection Pour un cinéma ailleurs - Encyclopédie du Cinéma, Paris, 1952[5]
- Qu'est-ce que le lettrisme ?, by Maurice Lemaître, Éditions Fischbacher, 1953
- Les Idées politiques du Mouvement lettriste, Éditions Lettristes
- Avant toute  nouvelle interview, Éditions Lettristes
- Maurice Lemaître, Le Syncinéma, la Ciné-Hypergraphie et le Film Imaginaire, Éditions Paris Expérimental.
- Œuvres Poétiques et Musicales Lettristes, Éditions Lettristes
- 50 Ans de Peinture Lettriste, Hypergraphique, Imaginaire, Éditions Le Point Couleur
- Le Mariaje du Don et de la Volga, Collection Acquaviva / Marie-Laure Dagoit Éditions Derrière la salle de bains, Rouen, 2009
- Wanted, Éditions AcquAvivA, Paris, 2009
- Sachez lire Lemaître, Éditions AcquAvivA, Paris, 2009
- Roman Futur, Éditions AcquAvivA, Paris, 2010
- Photos imaginaires médicales (partiellement) néo-nazies, Éditions AcquAvivA, Berlin, 2013
- Galipettes, Éditions AcquAvivA, Berlin, 2014

## Filmografía
Director
- 1951: Le film est déjà commencé ?
- 1975: Six films infinitésimaux et supertemporels (short film)
- 1976: Un navet  (short film)
- 1978: The Song of Rio Jim
- 2001: La Voie des dieux
- 2002: Nos stars

Escritor
- 1951: Le film est déjà commencé ? de Maurice Lemaître
- 1973: La Rose de fer de Jean Rollin

Actor
- 1952: Traité de bave et d'éternité de Isidore Isou
- 1955: Around the World with Orson Welles episodio  Saint-Germain-des-Prés
- 1970: La Vampire nue de Jean Rollin
- 2001: La Voie des dieux de Maurice Lemaître
- 2004: Le Fantôme d'Henri Langlois, documental de Jacques Richard
- 2007: La Nuit des horloges de Jean Rollin
- 2012: Free Radicals: A History of Experimental Film, documental de Pip Chodorov